# Сімура Такасі
Така́сі Сіму́ра (яп. 志村 喬, Сіму́ра Така́сі), справжнє ім'я — Сьо́дзі Сімадза́кі (яп. 島崎捷爾, Сімадзакі Сьо:дзі); нар. 12 березня 1905, Хьоґо, Японія — пом. 11 лютого 1982, Токіо, Японія) — японський актор. Знявся у понад 430 фільмах. Найбільше відомий за фільмами Акіри Куросави (знявся у 21-й з 30-ти стрічок режисера), а також першим двом фільмам серії Ґодзілла.

## Біографія
Такасі Сімура народився 12 березня 1905 року в Ікуно, префектура Хьоґо, Японія. Його ім'я при народженні Сьодзо Сімадзакі. Предки Сімури були самураями: у 1868 році його дід брав участь у битві при Тоба-Фусімі під час війни Босін. Сімура закінчив початкову школу Ікуно в 1911 році, почав учитися в середній школі Кобе в 1917 році. Він пропустив два роки навчання, оскільки захворів легкою формою туберкульозу. Після переведення його батька на роботу в Mitsubishi Mining, вони переїхали в префектуру Міядзакі, де Сімура поступив у середню школу міста Нобеока. Там він досяг успіху у вивченні англійської мови, а також брав активну участь у випуску літературного журналу, для якого писав вірші. Він також став зіркою клубу веслування.
У 1923 році Сімура поступив в Університет Кансай в Суйта, але після виходу на пенсію його батька сім'я не змогла оплачувати денне навчання, тому йому довелося перейти на неповний вечірній курс, де він вивчав англійську літературу, а вдень працював у муніципальній службі водопостачання Осаки. Серед викладачів на факультеті англійської літератури були драматург Тойо-ока Са-Ічіро (豊岡佐一郎) і шекспірознавець Цубоучі Шико (坪内士行). Вони обидва пробудили в Сімурі інтерес до драми. Він приєднався до театрального гуртка і в 1928 році сформував театральну любительську трупу Shichigatsu-za (七月座) з Тойо-ока (豊岡佐一郎) як режисером. Через театральну діяльність він став часто пропускати роботу, внаслідок чого його звільнили. Потім Сімура покинув університет, щоб спробувати працювати в театрі. Shichigatsu-za стали професійною трупою і почали гастролювати, але через фінансові труднощі невдовзі розпалися.

## Кар'єра
Після провалу з Shichigatsu-za Сімура повернувся в Осаку, де почав грати в радіовиставах. 1930 року він приєднався до театральної компанії Kindaiza (近代座), разом з якою він гастролював по Китаю і Японії, але в 1932 році пішов з компанії і повернувся в Осаку, де працював з трупами Shinseigeki (新声劇) і Shinsenza (新選座). Кінематограф в Японії тоді тільки зароджувався, але Сімура зрозумів, що це хороша можливість для підготовлених акторів. 1932 року він приєднався до Кіотської студії кінокомпанії Shinkō Kinema. 1934 року дебютував у німому фільмі «Ren'ai-gai itchōme» (恋愛街一丁目). 1935 року вийшов фільм режисера Мансаку Ітамі «Chuji uridasu», де у Сімура була перша роль зі словами. Його першою значною роллю стала роль детектива у фільмі Кендзі Мідзогуті «Осакська елегія» 1936 року. Фільмом, який приніс Сімурі репутацію першокласного актора став «Аканісі Какіта» (赤西蠣太), поставлений режисером Мансаку Ітамі в 1936 році.

У 1937 році Сімура перейшов до Кіотської студію Nikkatsu і до 1942 року встиг знятися майже у 100 фільмах. Найвідомішою роллю в цей період для нього стала роль Кейшіро в серіалі «Umon Torimono-chō» (右門捕物帖) з Кандзуро Арасі в головній ролі. Він також зарекомендував себе непоганим співаком, знявшись в кіно-опереті 1939 року «Singing Lovebirds» (鴛鴦歌合戦). У цей час політичний режим в Японії ставав усе більше репресивним і Сімура був заарештований відділом поліції Tokubetsu Kōtō Keisatsu, також відомим як Tokkō, де його протримали близько трьох тижнів за зв'язок з лівими театральними трупами. Він вийшов на поруки своєї дружини Масако і колеги-актора Рюноске Цукіхати. Пізніше він використовував цей досвід, коли грав чиновника Токко у фільмі Акіри Куросави «Без скорботи про нашу юність» (1946). Після об'єднання кінокомпаній Nikkatsu і Daiei в 1942 році Сімура перейшов на студію Kōa Eiga, а потім у 1943 році в Toho. За кілька тижнів до кінця війни на Тихому океані в серпні 1945 році, старший брат Сімури загинув в Південно-Східній Азії.
У 1943 році Сімура з'явився в ролі старого вчителя джіу-джитсу в дебютному фільмі Акіри Куросави «Суґата Сансіро». Поряд з Тосіро Міфуне Сімура є актором, найтісніше пов'язаним з Акірою Куросавою. Він знявся в 21 фільмі з 30 його фільмів. Насправді кінематографічне співробітництво Сімура і Куросави, починаючи з фільму «Суґата Сансіро» 1943 року до фільму «Тінь воїна» 1980 року, тривало довше і почалося раніше, ніж та ж робота з Міфуне (1948-1965). У фільмах Куросави Сімура зіграв безліч ролей: лікаря в «П'яному янгелі» (1948), ветерана детектива в «Безпритульному псі» (1949), адвоката в «Скандалі» (1950), лісоруба в «Рашьомоні», смертельно хворого чиновника в «Жити» (1952) і лідера самураїв Камбея в «Семи самураях» (1954). Куросава спеціально для Сімури написав роль у фільмі «Тінь воїна», але в західних релізах ці сцени були вирізані, тому на Заході багато хто не знає, що Сімура брав участь в цьому фільмі. У колекційному виданні DVD The Criterion Collection вирізані сцени були відновлені.
Сімура брав участь в низці фільмів студії Toho про монстрів в жанрі токусацу («спецефекти»), в тому числі він зіграв вченого Кехея Ямане в фільмах «Ґодзілла» (1954) і «Ґодзілла знову нападає» (1955).

## Смерть
Такасі Сімура помер 11 лютого 1982 року в Токіо, Японія, від емфіземи легень у віці 76 років. Його роботи були представлені в Кіноцентрі Національного музею сучасного мистецтва в Токіо.

## Фільмографія (вибіркова)
| Рік  | Українська назва / Оригінальна назва                                     | Роль                               |
| ---- | ------------------------------------------------------------------------ | ---------------------------------- |
| 1936 | Осакська елегія (яп. 浪華悲歌)                                           | детектив                           |
| 1943 | Суґата Сансіро (Геній дзюдо) (яп. 姿三四郎, Суґата Сансіро:)             | Хансуке Мураї, батько Сайо         |
| 1944 | Найвродливіші (яп. 一番美しく)                                           | начальник Горо Ісіда               |
| 1945 | Ті, що йдуть по хвосту тигра (яп. 虎の尾を踏む男達)                      | Катаока                            |
| 1945 | Геній дзюдо II (яп. 續姿三四郎)                                          |                                    |
| 1946 | Без скорботи про нашу юність (яп. わが青春に悔なし)                      | поліцейський Докуїтіго             |
| 1947 | По той бік срібного хребта (яп. 銀嶺の果て)                              | Нодзіро                            |
| 1948 | П'яний янгол (яп. 醉いどれ天使)                                          | доктор Санада                      |
| 1949 | Тихий двобій (яп. 静かなる決闘)                                          | Коносуке Фудзісакі                 |
| 1949 | Безпритульний пес (яп. 野良犬)                                           | детектив Сато                      |
| 1950 | Скандал (яп. 醜聞)                                                       | Отокіті Хірута                     |
| 1950 | Рашьомон (яп. 羅生門)                                                    | лісоруб                            |
| 1951 | Ідіот (яп. 白痴)                                                         | Оно, батько Аяко                   |
| 1952 | Жити (яп. 生きる)                                                        | Кандзі Ватанабе                    |
| 1952 | Сайкаку: життя жінки (яп. 西鶴一代女)                                    | літній чоловік                     |
| 1954 | Сім самураїв (яп. 七人の侍)                                              | Камбей Сімада                      |
| 1954 | Ґодзілла (яп. ゴジラ)                                                    | професор-палеонтолог Ямана         |
| 1955 | Ґодзілла знову нападає (яп. ゴジラの逆襲)                                | професор-палеонтолог Ямана         |
| 1956 | Самурай 3: Двобій на острові (яп. 宮本武蔵完結編 決闘巌流島)             | придворний сьоґуна                 |
| 1957 | Замок інтриг (яп. 蜘蛛巣城)                                              | Норіясу                            |
| 1957 | Невгомонна (яп. あらくれ)                                                | власник млина                      |
| 1957 | Містеріани (яп. 地球防衛軍)                                              | доктор Кендзіро Адаті              |
| 1958 | Троє негідників у прихованій фортеці (яп. 隠し砦の三悪人)                | генерал Ідзумі Нагакура            |
| 1959 | Язиката гейша (яп. べらんめえ芸者)                                       | столяр Масагоро Косугі             |
| 1960 | Нічний потік (яп. 夜の流れ)                                              | Коїтіро Сонода                     |
| 1961 | Мотра (яп. モスラ)                                                       | редактор Садакацу Амано            |
| 1962 | Відважний Сандзюро (яп. 椿三十郎)                                        | Курофудзі                          |
| 1962 | Зловісна зірка Горас                                                     | доктор Кенсуке Сонода              |
| 1963 | Рай та пекло (яп. 天国と地獄)                                            | начальник слідчого відділу         |
| 1964 | Ґідора, триголовий монстр (яп. 三大怪獣 地球最大の決戦)                  | доктор Цукамото                    |
| 1965 | Червона борода (яп. 赤ひげ)                                              | Токубей Ідзумія                    |
| 1965 | Франкенштейн проти Барагона (яп. フランケンシュタイン対地底怪獣バラゴン) | хірург у Хіросімі                  |
| 1965 | Самурай-вбивця (яп. 侍)                                                  | Тсуру                              |
| 1968 | Сонце над Куробе (яп. 黒部の太陽)                                        | Асімура                            |
| 1969 | Чоловікові живеться важко (яп. 男はつらいよ)                             | Хьоїтіро Сува, батько Хіросі       |
| 1975 | 109-й йде без зупинок (яп. 新幹線大爆破)                                 | глава державної залізничної мережі |
| 1980 | Тінь воїна (яп. 影武者, Кагемуся)                                        | Тагуті Гьобу                       |

## Визнання
| Рік              | Категорія/Нагорода                   | Фільм                          | Результат | Результат |
| ---------------- | ------------------------------------ | ------------------------------ | --------- | --------- |
| Премія «Майніті» |                                      |                                |           |           |
| 1950             | Найкращий актор                      | Тихий двобій Безпритульний пес | Перемога  |           |
| Премія BAFTA     |                                      |                                |           |           |
| 1956             | Найкращий зарубіжний актор           | Сім самураїв                   | Номінація |           |
| 1960             | Найкращий зарубіжний актор           | Жити                           | Номінація |           |
| Премія Юссі      |                                      |                                |           |           |
| 1959             | Почесний диплом зарубіжному акторові | Сім самураїв                   | Перемога  |           |